# 아류부인
아류부인(阿留夫人)은 신라 제18대 실성 마립간의 왕비이다.
공주이자 왕비. 본관은 경주 김씨. 미추 이사금의 딸, 실성 마립간의 왕비, 차로부인의 어머니.
아류(阿留)라는 이름을 개인의 인명이 아닌 농경사회에서 사제를 수행하는 집단이나 특정한 직능을 표현한 것이라는 견해가 있다. 신라 상고기 왕비 이름 중에는 '알-'계 이름이 자주 보이는데 이들 왕실 여성이 농작의 풍요를 기원한다는 의미에서 사제라는 특수한 직능과 관련이 있다는 견해이다. '알'이 '아리수', '압록수', '알천'등에서 보이듯이 '물'과 관련이 있으며 ‘비(물)를 주관하는 특별한 지위의 사람’이란 뜻을 나타낸다는 견해가 있다.

## 생애
아버지는 미추 이사금이다. 딸 차로부인(次老夫人)은 눌지 마립간의 비가 되었는데 눌지 마립간의 어머니 보반부인(保反夫人)과는 자매간이 된다. 그런데 내물 마립간은 392년에 실성을 고구려에 인질로 보내었는데, 실성이 왕위에 오른 뒤 그에 대한 앙갚음으로 고구려인을 이용하여 내물 마립간의 아들 눌지를 살해하려 하였다. 이러한 이유로 눌지는 실성 마립간을 살해하고 왕이 되었다. 따라서, 아류부인은 자기의 사위에 의하여 남편을 잃게 되었다.